# Nancy Kwan

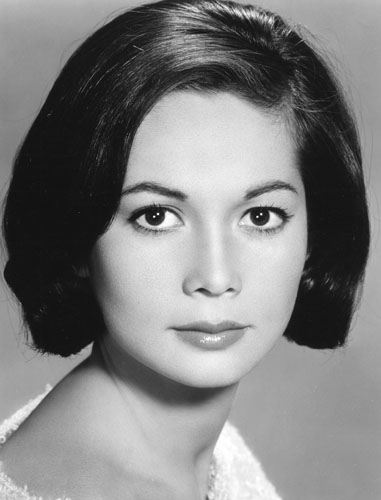
Nancy Kwan.

Nancy Kwan (kinesiska: 關家蒨), född 19 maj 1939 i Brittiska Hongkong, är en amerikansk-kinesisk skådespelare som även verkat som balletdansös. Hon slog igenom stort som filmskådespelare i debutfilmen Kärlek i Hongkong 1960, producerad i Hollywood. Rollen förärade henne en Golden Globe i kategorin "bästa nykomling".

## Filmografi, urval
- 1960 – Kärlek i Hongkong
- 1961 – Karneval i San Francisco
- 1964 – Kraschlandning
- 1966 – Ajöss Baby!
- 1968 – Ett järn i elden
- 1993 – Dragon - historien om Bruce Lee